# 蒋学模
蒋学模（1918年3月—2008年7月18日），男，浙江镇海人，中国经济学家、翻译家，复旦大学教授。

## 著作

### 学术著作
- 《美国经济危机》（1950年）
- 《政治经济学讲话》（1955年）
- 《社会主义经济制度的优越性》（1959年）
- 《论社会主义经济》（1980年）
- 《社会主义经济十论》（1982年）
- 《政治经济学二十题》（1983年）
- 《社会主义所有制》（1985年）
- 《社会主义经济新论》（1988年）
- 《走向社会主义市场经济的理论思考》（1995年）
- 《蒋学模自选集》（(1999年）
- 《蒋学模文集》（2001年）
- 《高级政治经济学：社会主义总论》（2001年）

### 教材
- 《政治经济学教材》：1980年，上海人民出版社首版；2001年5月，第十一版；20年间发行已逾1800万册。曾获第三届普通高等学校优秀教材国家教育委员会一等奖，获1995年上海普通高等学校优秀教材一等奖，1999年上海普通高等学校优秀教材一等奖。

### 翻译著作
- 《基度山伯爵》（法国作家大仲马著），为著名译本，发行逾100万册，由于译者不谙法文，此译本是由英译本转译的。

## 命名事物
蒋学模经济学奖。